# 盧森堡市政廳
盧森堡市政廳（法語：Hôtel de ville de Luxembourg）是盧森堡南部城市盧森堡市的市政廳。盧森堡市政廳是盧森堡市當地地方政府的辦公中心，也是盧森堡市市長的官邸。由於盧森堡市是盧森堡的首都，因此盧森堡市政廳亦經常接待外國貴賓。盧森堡市政廳位於威廉二世廣場的西南部分，該廣場也是盧森堡市市中心的主要廣場。
盧森堡市政廳共有二層，其外觀是新古典主義風格。

## 歷史
1795年之前，威廉二世廣場曾是方濟各會修道院的所在地。當時盧森堡市市政廳的辦公場所是現在的大公宮，位於威廉二世廣場的東側。在法國大革命戰爭中的法蘭西第一共和國入侵時期，方濟各會修道院被廢除，大公宮建築開始被用作中央政府的辦公地。盧森堡市政廳的辦公場所因此在之後三十年內在市內各處移動，並缺乏足夠空間。
自拿破崙將修道院所在土地交給盧森堡市之後，盧森堡市一直有計劃修建一座市政廳建築。這一計劃在1828年實現，建築的設計者是列日建築家賈斯汀·雷蒙（Justin Rémont）。舊修道院在翌年被拆除，大部分材料被用來建造新市政廳。市政廳的建設工程開始於1830年。在比利時獨立期間，市政廳的修建工程仍然繼續。
盧森堡市政廳在1838年竣工，並在1838年10月22日第一次舉辦市議會會議。由於當時比利時處於革命狀態，盧森堡國王大公無法舉辦開幕儀式。因此正式的開幕儀式遲至1844年7月15日才舉辦，由威廉二世揭幕。廣場也是由他的名字命名，並立有他的騎馬像。1848年，盧森堡制憲議會在盧森堡市政廳舉辦，起草了新憲法（p. 483）。
直到1938年為止，該建築都沒有大的變化。但在1938年，市政廳入口添加了奧古斯特·特雷蒙設計的兩尊獅子像。在第二次世界大戰的納粹德國佔領盧森堡期間，佔領軍大幅擴充了該建築的辦公空間。第二次世界大戰之後，盧森堡市政廳在1952年8月8日舉辦了由讓·莫內主持的歐洲煤鋼共同體第一次高級專員會議。